# Bilohorivka (Lugansk)
Bilohórivka (en ucraniano: Білого́рівка) es una localidad ubicada en el raión de Severodonetsk en el óblast de Lugansk al este de Ucrania, a unos 88 kilómetros (54,7 mi) del centro de la ciudad de Lugansk y a unos 25 kilómetros (15,5 mi) de Severodonetsk. La población es 0 habitantes (2024 est.).

## Historia

### Invasión rusa de Ucrania de 2022
Según el gobernador del óblast de Lugansk, Serhiy Haidái, una escuela en Bilohórivka fue bombardeada por un ataque aéreo ruso el 7 de mayo de 2022, durante la invasión rusa de Ucrania. Se cree que al menos 2 personas murieron. CNN y algunas otras fuentes informaron que el 12 de mayo de 2022, un grupo táctico del batallón ruso intentó establecer puentes de pontones para cruzar el río Donets. Supuestamente, fueron destruidos por las fuerzas ucranianas, con grandes pérdidas de vidas y equipos en la subsiguiente Batalla de los cruces del Donets.
El 3 de julio de 2022, poco después de la Batalla de Lisichansk, Rusia afirmó haber capturado Bilohórivka. Fuentes rusas publicaron un video del personal ruso del "Grupo O" Spetsnaz izando la bandera nacional rusa y el estandarte de la victoria soviética en el edificio de la administración de Bilohórivka, lo que corrobora las afirmaciones rusas de captura. Sin embargo, para el 20 de septiembre, ya habría sido retomado por las tropas ucranianas.